# Австрийски орган по комуникациите
Австрийският орган по комуникациите, наричан още KommAustria, е австрийският национален регулаторен орган за радио- и телевизионно разпространение и аудиовизуални медии. Правомощията и задълженията му са определени във Федералния закон за създаване на Австрийски орган за комуникации (Bundesgesetz über die Einrichtung einer Kommunikationsbehörde Austria und eines Bundeskommunikationssenates, наричан KOG).
Основан е през 2001 г. и е юридическият надзорен орган за австрийското радиоразпръскване. От 1 октомври 2010 г. KommAustria е независим колективен орган, състоящ се от петима членове, назначавани от федералното правителство на Австрия.
KommAustria е част от Rundfunk und Telekom Regulierungs-GmbH (RTR-GmbH) – държавната институция, компетентна в секторите на радиоразпръскването, телекомуникациите и пощенските услуги в Австрия. За регулирането на телекомуникационните мрежи и услуги отговорният орган е Telekom-Control-Kommission (TKK), а Post-Control-Kommission (PCK) регулира пощенските услуги.
Решенията на KommAustria, както и тези на австрийския обществен телевизионен оператор Österreichischer Rundfunk, или ÖRF, се контолират от Федералния сенат по комуникациите (Bundeskommunikationssenat). Федералният сенат по комуникациите е орган, зависим от Федералната канцлерска служба, създаден с KOG.
Задачите на KommAustria включват администриране на субсидиите в медийния сектор, участие в срещи на асоциации на европейски регулаторни органи или на техни работни групи, свързани с електронните медии, и предоставяне на информация на Европейската комисия и други независими национални регулаторни органи при поискване. Тази информация се отнася до доставчиците на аудиовизуални медийни услуги, за да се установи юрисдикцията или да се установи заобикаляне на правилата за правен надзор.
KommAustria упражнява финансов контрол върху ÖRF и играе важна роля в австрийската медийна среда, като разглежда допустимостта на всички нови услуги или съдържание, които ÖRF планира да въведе, и корекциите на таксите, които се събират от гражданите за достъп до услугите на ÖRF за излъчване. Негово е задължението да гарантира, че ÖRF изпълнява своя мандат за обществена услуга, който включва управление на телевизионни и радиопрограми в цялата страна, телетекст и онлайн услуги.
Така например KommAustria разглежда и одобрява обновяването на цифровата платформа TVthek, която предоставя услуги за видео по заявка. Органът гарантира, че всички подобни предложения отговарят на регулаторните стандарти и че са в съответствие с обществената мисия на ÖRF.